# Magyar Hírlap
A Magyar Hírlap 1968 óta megjelenő, 2006 óta jobboldali-konzervatív orientációjú közéleti, politikai napilap volt. Az újság nyomtatott kiadása 2022. július 11-étől megszűnt, a továbbiakban csak online formában működik.

## Története

### 1968-tól a rendszerváltásig
Az újságot a Magyar Népköztársaság Minisztertanácsának napilapjaként (kormánylapként) alapították, szemben az MSZMP (Népszabadság), a Hazafias Népfront (Magyar Nemzet) és a Szakszervezetek Országos Tanácsa (Népszava) napilapjaival. A Minisztertanács először 1968. április 4-én jelentette be, hogy új országos napilapot indítanak, Magyar Hírlap címmel, így a magyar sajtótörténetben ez lett a negyedik, Magyar Hírlap címen megjelent napilap. Április 6-án adták ki első próbaszámát, eleinte igen kezdetleges tördeléssel, „Megjelenik a hét minden napján, hétfőn is” jelmondattal. További próbaszámok jelentek meg április 18-án, május 14-én, és 15-én. Végül 1968. május 16-án elindult az újság. Ez volt az egyetlen, a Kádár-korszakban indított napilap. Első főszerkesztője Darvasi István országgyűlési képviselő volt.
A Magyar Hírlap az 1970-es években igyekezett nagyjából 50-70 ezres példányszámát felemelni, mivel nemcsak a Minisztertanács, hanem a főváros vezetőségének lapja is volt, a szerkesztők úgy döntöttek, a vidéki tanácsokhoz kötődő híranyagot is közölni fogják. Péntekenként „tanácsi számokat” kezdtek közölni minden megyében. A pénteki szám ezzel nagyjából 10–15 ezer pluszpéldányt hozott. A kormánylap mellett a tanácsi vonal 1985-re a lap egyik fő identitásjelzője lett, ekkori elmondásuk szerint: „Rangos hivatásunknak tekintjük, hogy a tanácsok orgánumaként kövessük és tükrözzük mindazt, ami a választott testületeket, a tanácstagokat, a szakapparátusokat, a közalkalmazottakat, egyáltalán az ügyfelek és ügyintézők szűkebb vagy tágabb közösségét érinti és érdekli.” 1987-ben Grósz Károly mint miniszterelnök már vállalta a lapot, és ekkor már a fejlécén is jelezték, hogy a Minisztertanács lapja.
Az újság a hétfői napokon Hétfői Magyar Hírlap címen jelent meg. A 70-es években, ami a lap fénykora volt, egy hétfői példány akár 100 ezres példányszámban jelent meg, mivel akkoriban aznap ezen kívül csak a Hétfői Hírek c. hetilap jelent még meg.

### 1989–2006
1989-ig a Minisztertanács lapja maradt, a rendszerváltáskor a főszerkesztő egyben a kormányszóvivő Bajnok Zsolt volt. A rendszerváltás után Csurka István MDF-es politikus szerette volna megvásárolni a lapot, de végül külföldi tulajdonba került, azaz privatizálták. Ekkor alakult át liberális szellemiségű napilappá.
A 2003 és 2006 közti időszak mozgalmas volt a Magyar Hírlap történetében. Mind gazdaságilag, mind az ideológiát, szellemiséget illetően meghatározó változások mentek végbe az újságnál. Nem példátlan a sajtótörténetben, hogy egy orgánum hovatartozása, hírlappiacon betöltött helye és ezzel együtt célközönsége megváltozik. A Magyar Hírlap esetében annyira szembeszökő változások mentek végbe rövid idő alatt, hogy mindenképpen külön kell választanunk a Szombathy Pál főszerkesztősége alatti Hírlapot a maitól.
A rendszerváltás után a napilapok nagy része külföldi tulajdonba került. A Magyar Hírlap az angol Maxwell, majd Marquard, ezután 2003 áprilisától a svájci Ringier magyarországi kiadóvállalatának, a Ringier Kiadó Kft.-nek a tulajdonát képezte. Ez az állapot 2004 októberéig tartott, amikor a vállalat megvásárolta a Népszabadságot is. Ekkor lépett fel az a jogi probléma, miszerint egy vállalat tulajdonában nem lehet egynél több napilap egy időben, így a cég kénytelen volt feláldozni a Hírlapot, és túladni rajta. Így 2004 októberében a lap szerkesztőségét bezárták.
Azonban alig pár nap kényszerszünet után a szerkesztők és munkatársak újjáélesztették az újságot, bár annak kiadási jogai még mindig a Ringier tulajdonában voltak, így nem használhatták az eredeti címet. Így született a tiszavirág életű, alig két hétig megjelenő A Pont című napilap. Ez után a szerkesztőség tagjai vásárolták meg a Magyar Hírlapot, és egészen 2005-ig az ő tulajdonukban is maradt. Ebben az időszakban a munkatársak saját erejükből, anyagi támogatás nélkül tartották fenn a lapot. 2005 szeptemberében azonban színre lépett Széles Gábor magyar üzletember, és megvásárolta az újságot. Az ebben az időszakban végbemenő ideológiai illetve politikai szempontból meghatározó váltások főleg ez után az esemény után 2006-ban mentek végbe.
Szombathy Pál főszerkesztősége alatt többek közt az újság szerkezete és formátuma is megváltozott. A svájci kiadóvállalat a nagy alakú, ún. broadsheet formátumot tartotta a legmegfelelőbbnek a Magyar Hírlap számára. Szombathy idejében a lap kis alakúvá, kompakt formátumúvá vált. Ennek oka többek közt a fiatalokért folyó verseny a sajtópiacon, amelyben nagy szerepet kap a kényelmes, praktikus olvashatóság. (Jó példa erre a brit hírlappiac ilyen típusú felosztása: míg a köztudatban hagyományőrző, konzervatív újságként jelen lévő The Daily Telegraph megmaradt eredeti broadsheet formátumában, a magukat haladóbbnak, liberálisabbnak tartó sajtótermékek, így például a The Times, The Guardian és az azóta megszűnt The Independent kompaktra vagy tabloidra váltottak.) Még a svájci tulajdonosok ideje alatt, külföldi mintára két változtatás történt: bekerült a lapba egy rövid, érdekes híreket, szemelvényeket tartalmazó, „A Nap Témája” címet viselő rovat (főszerkesztői kinevezését megelőzően Szombathy Pál szerkesztésében), illetve megcserélődött két fejezet: a Belföld rovat a Külföld elé került, érzékeltetve a fontossági sorrendet. Ugyanakkor a külföldi trendek, megoldások mintaértékűek: az akkori Hírlap külföldi mintájának az Independent tekinthető.

### 2006–2022
2006-ban, a tulajdonosváltás után szakított korábbi liberális eszméjével, és konzervatívvá vált, a Fideszt kezdte támogatni. A 2010-es években a Magyar Nemzet mellett kormánypárti lapként működött. Az újság 2022. július 11-étől nyomtatásban már nem jelenik meg. Az utolsó lapszám – 55. évfolyam 158. szám – 2022. július 9-én jelent meg.

## Példányszám
Mint a legtöbb mai napilap, a Hírlap példányszáma is egyre csökken. A ’80-as években hozzávetőleg 80 ezer példányban megjelenő lap a rendszerváltás után, a ’90-es évek elején érte el a csúcspontot, 100 ezer körül. Ez után már folyamatos visszaesés tapasztalható, először 60, majd 40 ezerre csökkent a példányszám. 2009. végén 15 ezer példányban jelent meg. Legutóbb 2014-ben hitelesítette példányszámát, ekkor ez mindössze 8 000 volt.
A Digitális Közönségmérési Tanács adatai alapján az újság honlapjának átlagos napi egyedi látogatottsága 12 535 fő volt 2021-ben.

## Főszerkesztők listája
| Év        | Főszerkesztő                              |
| --------- | ----------------------------------------- |
| 1968–1984 | Darvasi István                            |
| 1984–1990 | Bajnok Zsolt                              |
| 1990–1993 | Németh Péter                              |
| 1994–1995 | Kocsi Ilona                               |
| 1995–1996 | Vince Mátyás, Ács György, Gazsó L. Ferenc |
| 1997–2003 | Kocsi Ilona                               |
| 2003–2006 | Szombathy Pál                             |
| 2006–2009 | Farkas György, Gazsó L. Ferenc            |
| 2009–2014 | Stefka István                             |
| 2014–2022 | Petán Péter                               |
| 2022–     | Szigeti Krisztina                         |

## Külső hivatkozások
- Magyar Hírlap online Archiválva 2022. január 11-i dátummal a Wayback Machine-ben